# Ide de Chièvres
Ide de Chièvres est la fondatrice de l'abbaye de Ghislenghien en 1123 et mère de Nicolas de Chièvres, évêque de Cambrai 1137 - † 1er juillet 1167

## Biographie
Également nommée Ide ou Idon ou Damison, fille de Gui de Chiévres et de Ide ; petite fille de Béatrix du Hainaut.
Ide de Chièvres  épousa successivement trois grands seigneurs dont le premier Gilles de Chin. Elle fonda l'Abbaye de Ghislenghien dite du Val des Vierges où elle décéda et se fit enterrer devant l'autel.
Elle est également la mère de Nicolas de Chièvres, évéque de Cambrai 1137 - † 1er juillet 1167